# Duseviulisoma monodi
Duseviulisoma monodi är en mångfotingart som beskrevs av Christoph D. Schubart 1955. Duseviulisoma monodi ingår i släktet Duseviulisoma och familjen orangeridubbelfotingar. Utöver nominatformen finns också underarten D. m. simplex.